# Ștefan Dăncinescu
Ștefan Dăncinescu (n. 27 decembrie 1912, Iași, România – d. 31 august 1983) a fost un actor român de teatru, distins cu titlul de artist emerit.

## Distincții
- Ordinul Muncii clasa a III-a (28 ianuarie 1954) „cu ocazia împlinirii a cinci ani de activitate a Teatrului de Stat din Arad, Teatrului de Stat din Brăila, Teatrului Maghiar de Stat din Cluj, Teatrului Evreesc de Stat din București, Teatrului Maghiar de Stat din Oradea, Teatrului de Stat din Ploești, Teatrului de Stat din Pitești, Teatrului de Stat din Reșița, Teatrului de Stat din Sibiu, Teatrului Maghiar de Stat din Sf. Gheorghe, Teatrului de Stat din Orașul Stalin, Teatrului Secuesc de Stat din Târgu Mureș, Teatrului Evreesc de Stat din Iași, Teatrului de Stat din Timișoara și pentru merite în activitatea artistică”[1]
- titlul de Artist emerit al Republicii Populare Romîne (7 iunie 1957) „cu prilejul aniversării a 140 de ani de la reprezentarea primului spectacol în limba romînă pe scena Teatrului Național „Vasile Alecsandri” din Iași, pentru merite deosebite în activitatea artistică”[2]
- Ordinul Steaua Republicii Populare Române clasa a IV-a (10 iulie 1965) „pentru merite deosebite în realizarea sarcinilor prevăzute în Directivele celui de al III-lea Congres al Partidului Muncitoresc Român”[3]
- Ordinul Meritul Cultural clasa a II-a (6 noiembrie 1967) „cu prilejul împlinirii a 150 ani de la primul spectacol de teatru în limba română la Iași, [...] pentru merite deosebite în domeniul artei dramatice”[4]